# Палка для селфи

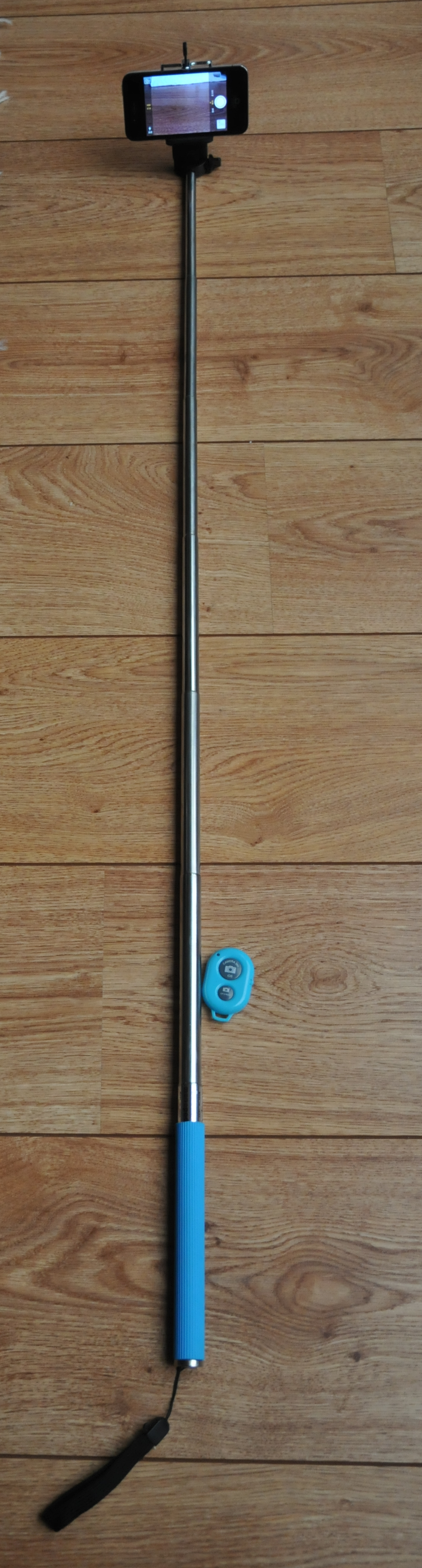
Палка для селфи в полностью выдвинутом состоянии. В креплении установлен смартфон, готовый к съёмке

Па́лка для се́лфи, или се́лфи-па́лка (англ. selfie stick) — монопод, устройство для селфи. Необходимо для того, чтобы сделать фотографию себя с более далёкого расстояния, чем расстояние вытянутой руки. Это позволяет лучше захватить в кадр людей, позирующих вместе с фотографом, а также, при необходимости, бо́льшую панораму заднего плана.
Как правило, палка для селфи делается из металла или пластика, имеет телескопическое строение. На одной стороне палки находится ручка, за которую её держит фотограф, на втором конце обустроено гнездо для смартфона или схожего устройства. Некоторые модели палок для селфи имеют поддержку Bluetooth, чтобы фотограф мог дистанционно управлять своим смартфоном. Также выпускаются модели, оборудованные зеркалом, чтобы человек мог видеть, какая получится фотография.
Палки для селфи также используются как ручки для панорамных камер, для того, чтобы поднимать их над головой фотографа.
Для обозначения палки для селфи иногда используются синонимы «Палка Нарцисса» (англ. Narcisstick) или «Волшебная палочка Нарцисса» (англ. Wand of Narcissus).

## История
В 1983 году на рынок вышел фотоаппарат «Minolta Disc-7», который имел выпуклое зеркало на своей лицевой части для возможности делать автопортреты (слова «селфи» тогда ещё не существовало). В 1985 году в США двумя японцами был запатентован «телескопический удлинитель для поддержки компактных камер». В 1995 году в Японии палка для селфи была описана в книге «101 бесполезное японское изобретение». В 2005 году канадец Уэйн Фромм запатентовал схожее приспособление «Quik Pod», но не смог продвинуть его ни на рынке Японии, ни Британии, ни Германии. Ныне доля «Quik Pod» среди палок для селфи очень мала, что объясняется его высокой ценой, так как он рассчитан на полупрофессионалов, а не на любителей. Палки для селфи продаются в США минимум с 2011 года. В 2013 году палку для селфи в Австралии «изобрела»[неизвестный термин] «Kogan.com». Продукт получил имя «палка для селфи (имени) Цукерберга». Это устройство поддерживает Facebook и Instagram; вытягивается до 95 сантиметров, но весит при этом всего 150 граммов.
По состоянию на июль 2014 года палки для селфи стоили в США от 8 до 80 долларов. На сайте Amazon.com её разновидность «POV Pole 36 GoPro-Edition» в том месяце занимала 49-ю строчку в списке самых популярных товаров в отделе «Фотоаппараты и аксессуары к ним».
В ноябре 2014 года журнал Time включил палку для селфи в свой список «25 лучших изобретений 2014 года».
В ноябре 2014 года южнокорейское агентство по контролю радио (South Korea’s radio management agency) заявило, что все палки для селфи, имеющие Bluetooth, являются «телекоммуникационными устройствами», а потому подлежат обязательной регистрации. Можно отметить, что стоимость палок для селфи с Bluetooth в Южной Корее начинается от 25 долларов, в то время как цена самых простых — от 50 центов.
В сентябре 2015 года вышла разновидность палки — ложка для селфи, выпущенная ограниченным тиражом.

## Запреты

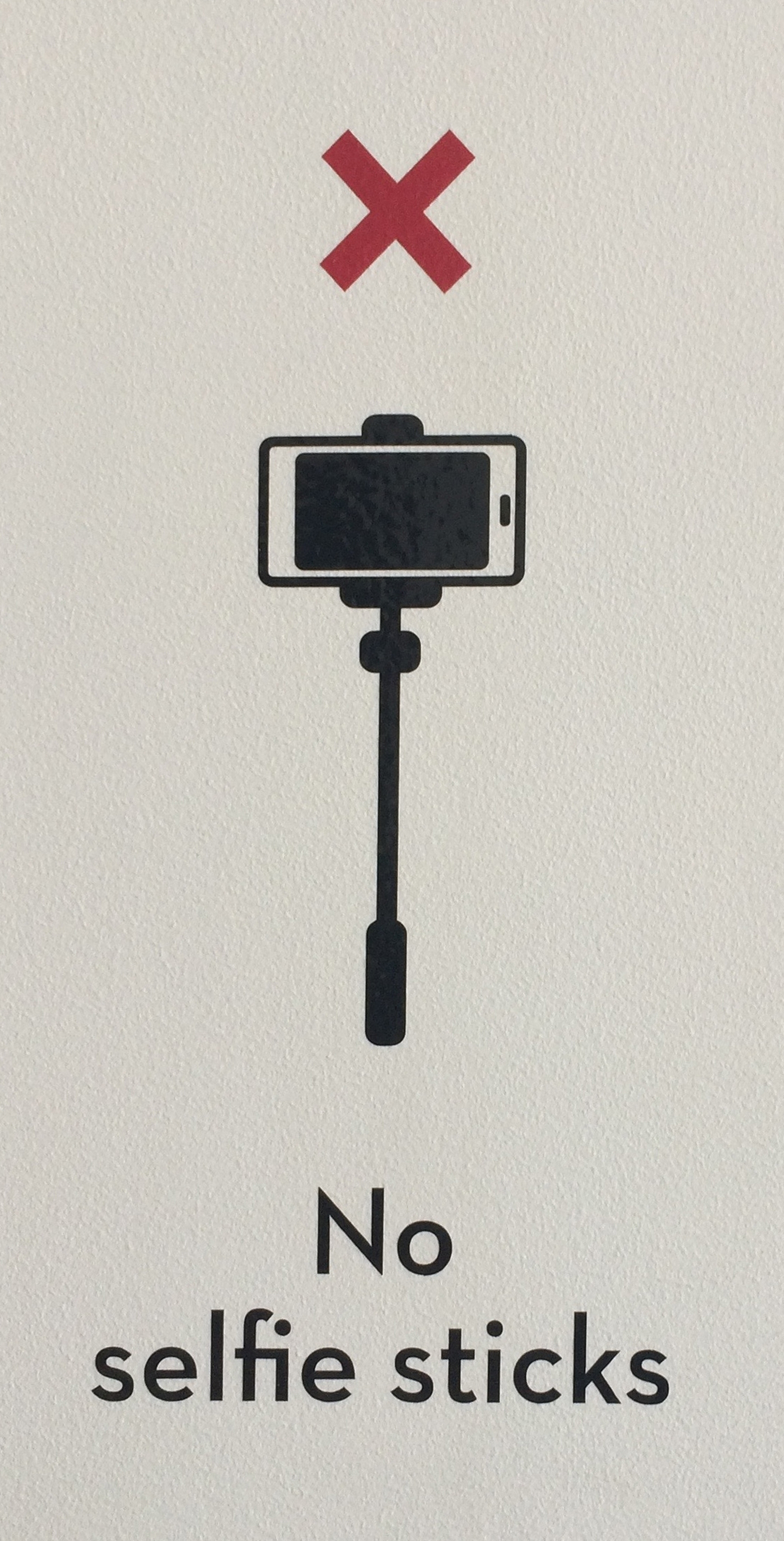
«Палки для селфи запрещены», Брисбенский музей, 2015 год.

- В Англии палки для селфи с нового 2015 года запрещены на всех футбольных стадионах Премьер-лиги, кроме стадионов Гудисон Парк и Либерти. Представители футбольного клуба Тоттенхэм Хотспур объясняют введение запрета жалобами болельщиков и соображениям безопасности[19][20]. На стадионе Эмирейтс палки для селфи запрещены, так как приравнены к «объектам, которые могут быть использованы как оружие или могут поставить под угрозу общественную безопасность»[20].
- Палки для селфи запрещены на Открытом чемпионате Австралии по теннису и велогонке Тур Даун Андер — в последнем случае с формулировкой «палка для селфи может поранить велосипедистов, обслуживающий персонал и вас самих»[21].
- Запрет на пользование палками для селфи ввели некоторые музеи Нью-Йорка: были зафиксированы случаи, когда любители «поселфиться» задевали своими моноподами музейные экспонаты[22].
- По состоянию на март 2015 года палки для селфи планирует запретить Государственная Третьяковская галерея: «Люди, которые делают селфи, разворачиваются спиной к картинам или скульптуре. При таких движениях в зале, если учесть, что у нас в галерее много публики, селфи неизбежно приводит к столкновениям и неприятным последствиям. Посетители начинают группироваться, пятиться назад и могут задеть плечом или локтем экспонат <…> Съёмка селфи может помешать другим осматривать залы, поскольку увлеченные фотографированием посетители шумят, так как настроены на другой способ времяпрепровождения»[23].